# Agfa Scala
Der Agfa Scala ist ein Schwarzweißfilm der Firma Agfa. Der Film wird durch einen Umkehrprozess zu einem Dia entwickelt. Das Bild setzt sich aus Silberkristallen in der Emulsion zusammen. Darin unterscheidet sich der Film von den üblichen Farbdiafilmen, bei denen das fertige Bild aus Farbwolken besteht.
Der Film ähnelt dem Schwarzweißnegativfilm Agfa APX 100, hat aber keine Graubasis. Der Umkehrprozess ist allerdings etwas aggressiv, so dass die Emulsion des Scala robuster sein muss.
Der Umkehrprozess besteht aus folgenden Verarbeitungsschritten:
Bad 1, Erstentwickler
Das Negativ wird zu maximalem Kontrast entwickelt.
Bad 2, Bleiche
Das Silbernegativ wird aus dem Film gewaschen. Es bleibt ein Silberbromidpositiv zurück.
Bad 3, Klären
Diffuse Belichtung oder chemische Verschleierung
Bad 4, Zweitentwickler
Das verbleibende Silberbromid wird zu Silber reduziert
Bad 5, Fixieren
Zwischen den Bädern 1–5 und am Schluss muss der Film gewässert werden.